# Barbosania
Barbosania is een geslacht van uitgestorven pterosauriërs behorend tot de groep van de Pterodactyloidea dat tijdens het Vroeg-Krijt leefde in het gebied van het huidige Brazilië. De enige benoemde soort is Barbosania gracilirostris.

## Naamgeving en vondst
De typesoort Barbosania gracilirostris is in 2011 benoemd en beschreven door Ross Elgin en Eberhard Frey. De geslachtsnaam eert professor Miguel Barbosa van het natuurhistorisch museum van Sintra in Portugal, het nieuwe Museu de História Natural de Sintra dat de oude collectie Barbosa als kern heeft. De soortaanduiding betekent 'met slanke snuit' vanuit het Latijnse rostrum, 'snuit', en gracilis, 'lichtgebouwd'.
Het holotype, MNHS/00/85, is eens door Barbosa aangekocht bij illegale fossielenhandelaren in Brazilië en later geprepareerd door het Staatliches Museum für Naturkunde Karlsruhe. Het is vermoedelijk afkomstig uit de Sierra de Maõsina bij het Araripeplateau en is in dat geval gevonden in lagen van de Romualdoafzetting van de Santanaformatie die dateert uit het late Albien- vroege Cenomanien, ongeveer honderd miljoen jaar oud; waarschijnlijk valt de datering nog net in het Onder-Krijt van het Albien. Het bestaat uit een vrij compleet skelet met schedel dat bewaard is gebleven in twee grote kalknodulen. Het skelet ligt ten dele in verband en is niet erg samengedrukt hoewel het botoppervlak op sommige plaatsen zwaar is beschadigd. De belangrijkste ontbrekende elementen zijn de onderbenen en voeten en het grootste deel van de nek. Een verdere preparatie zou meer details kunnen blootleggen, maar daar werd van afgezien wegens tijdgebrek en de kans op beschadiging.
De beschrijvers menen dat verschillende specimina die eerder aan Brasileodactylus zijn toegewezen, in feite van Barbosania zijn.

## Beschrijving
Barbosania is een middelgrote pterodactyloïde met een vleugelspanwijdte van een kleine drie meter.
De beschrijvers wisten één enkele autapomorfie, unieke eigenschap, vast te stellen: het bezit van dertien ruggenwervels in plaats van de twaalf die normaal zijn voor afgeleide Pterodactyloidea. Daarnaast is er een unieke combinatie van eigenschappen die ieder op zich wel bij andere soorten voorkomen. De kop heeft wel een kiel op de onderkaken, maar geen kam op de in een punt eindigende snuit. De voorste tanden van zowel de boven- als onderkaken staan wat schuin naar voren. In de bovenkaak en de onderkaak is de tweede en derde tand tweemaal zo groot als de tanden van de achterliggende rij. Deze tandparen staan wat naar voren en buiten en vormen samen met het eerste tandenpaar een grijpende rosette die vrij smal is daar de kaken vooraan geen verbreding tonen. De linker- en rechterranden van snuit en onderkaken naderen elkaar naar voren toe juist. In de bovenkaak staan ongeveer vierentwintig tanden, in de onderkaak twintig voor een totaal van achtentachtig. Naar achteren toe staan de tanden steeds verder uit elkaar; vanaf de dertiende tand nemen ze ook geleidelijk in grootte af. Tussen de achtste en dertiende tand grijpen de tanden van boven- en onderkaak perfect in elkaar, waarbij iedere tand precies tegenover het midden ligt van de ruimte tussen de overstaande tanden. De grote schedelopening vóór de oogkas, de fenestra nasoantorbitalis, maakt 24% van de totale schedellengte uit en het hoogste punt achteraan is 22% zo hoog als haar lengte. Het wandbeen heeft een vlak oppervlak. Achteraan de schedel is de bovenrand van een uitsteeksel, de processus paroccipitalis, naar beneden gericht en vormt een driehoekige overdwars bolle bovenkant. De achterste onderrand van het zitbeen is hol.
De schedel heeft een lengte van 391 millimeter. Hij is erg langgerekt en smal met een hol bovenprofiel; vooraan buigt de snuit iets naar boven. Hoewel zowel de snuit als de onderkaken overdwars een driehoekige doorsnede hebben met een scherpe rand, ontbreekt een echte kam op de snuit. Volgens de beschrijvers is het ontbreken ervan vermoedelijk geen rijpingskenmerk want het exemplaar zou van een bijna volgroeid individu zijn, hoewel dit moeilijk vaststelbaar is omdat de mate van vergroeiing en sluiting van de verschillende beennaden niet overeenkomt en zo tegenstrijdige informatie oplevert. Ze gaan er in principe van uit dat het ook geen sekseonderscheid vertegenwoordigt. Achteraan eindigt de schedel in een scherp puntje, maar een echte schedelkam ontbreekt eveneens. De kleine grootte van deze processus paroccipitalis zou wijzen op een minder krachtige musculatuur om de schedel omhoog te houden, in overeenstemming met het relatief lage gewicht als gevolg van het ontbreken van een snuitkam.
De voorste vier tandparen zijn erg lang; die van de rechteronderkaak zijn grotendeels bewaard gebleven en steken bij een gesloten bek een stuk boven de snuit uit. Zo wordt een grijporgaan gevormd om vissen of inktvissen te vangen. De vierde tand is afgaande op de doorsnede van de tandkas de grootste; in de achterliggende rij is dat de negende. De onderkaken hebben een lengte van drieëndertig centimeter; een echte kam onder hun voorste samengroeiing ontbreekt.
Het aantal wervels van de nek en het sacrum is niet precies bekend. De voorste vijf van de dertien ruggenwervels vormen een samengegroeid notarium. Er zijn vier staartwervels. De totale lengte van de romp is 209,5 millimeter. De vleugel is niet extreem robuust gebouwd; het opperarmbeen heeft een lengte van 155/162 millimeter, de ellepijp van 223 millimeter. Er is een zeer lang en dun pteroïde dat naar de nek gericht is om het voorste membraan van de vleugel te ondersteunen. Het dijbeen is 127 millimeter lang.

## Fylogenie
Barbosania is door de beschrijvers in de Ornithocheiroidea sensu Unwin geplaatst en meer bepaald in de Ornithocheiridae. Het zou een nauwe verwant geweest kunnen zijn van Brasileodactylus.
In 2019 plaatsten Pêgas et alii Barbosania in de Targaryendraconia.
|  | Aussiedraco    |
|  |                |
|  | Barbosania     |
|  |                |
|  | Targaryendraco |
|  |                |

|  | Aetodactylus  |
|  |               |
|  | Camposipterus |
|  |               |
|  | Cimoliopterus |
|  |               |

|  | Aussiedraco    |
|  |                |
|  | Barbosania     |
|  |                |
|  | Targaryendraco |
|  |                |

|  | Aetodactylus  |
|  |               |
|  | Camposipterus |
|  |               |
|  | Cimoliopterus |
|  |               |

|  | Hamipterus    |
|  |               |
|  | Iberodactylus |
|  |               |

|  | Tropeognathus    |
|  |                  |
|  | Coloborhynchinae |
|  |                  |
|  | Anhanguerinae    |
|  |                  |

|  | Hamipterus    |
|  |               |
|  | Iberodactylus |
|  |               |

|  | Tropeognathus    |
|  |                  |
|  | Coloborhynchinae |
|  |                  |
|  | Anhanguerinae    |
|  |                  |

|  | Aussiedraco    |
|  |                |
|  | Barbosania     |
|  |                |
|  | Targaryendraco |
|  |                |

|  | Aetodactylus  |
|  |               |
|  | Camposipterus |
|  |               |
|  | Cimoliopterus |
|  |               |

|  | Aussiedraco    |
|  |                |
|  | Barbosania     |
|  |                |
|  | Targaryendraco |
|  |                |

|  | Aetodactylus  |
|  |               |
|  | Camposipterus |
|  |               |
|  | Cimoliopterus |
|  |               |

|  | Hamipterus    |
|  |               |
|  | Iberodactylus |
|  |               |

|  | Tropeognathus    |
|  |                  |
|  | Coloborhynchinae |
|  |                  |
|  | Anhanguerinae    |
|  |                  |

|  | Hamipterus    |
|  |               |
|  | Iberodactylus |
|  |               |

|  | Tropeognathus    |
|  |                  |
|  | Coloborhynchinae |
|  |                  |
|  | Anhanguerinae    |
|  |                  |

|  | Aussiedraco    |
|  |                |
|  | Barbosania     |
|  |                |
|  | Targaryendraco |
|  |                |

|  | Aetodactylus  |
|  |               |
|  | Camposipterus |
|  |               |
|  | Cimoliopterus |
|  |               |

|  | Aussiedraco    |
|  |                |
|  | Barbosania     |
|  |                |
|  | Targaryendraco |
|  |                |

|  | Aetodactylus  |
|  |               |
|  | Camposipterus |
|  |               |
|  | Cimoliopterus |
|  |               |

|  | Hamipterus    |
|  |               |
|  | Iberodactylus |
|  |               |

|  | Tropeognathus    |
|  |                  |
|  | Coloborhynchinae |
|  |                  |
|  | Anhanguerinae    |
|  |                  |

|  | Hamipterus    |
|  |               |
|  | Iberodactylus |
|  |               |

|  | Tropeognathus    |
|  |                  |
|  | Coloborhynchinae |
|  |                  |
|  | Anhanguerinae    |
|  |                  |

|  | Aussiedraco    |
|  |                |
|  | Barbosania     |
|  |                |
|  | Targaryendraco |
|  |                |

|  | Aetodactylus  |
|  |               |
|  | Camposipterus |
|  |               |
|  | Cimoliopterus |
|  |               |

|  | Aussiedraco    |
|  |                |
|  | Barbosania     |
|  |                |
|  | Targaryendraco |
|  |                |

|  | Aetodactylus  |
|  |               |
|  | Camposipterus |
|  |               |
|  | Cimoliopterus |
|  |               |

|  | Hamipterus    |
|  |               |
|  | Iberodactylus |
|  |               |

|  | Tropeognathus    |
|  |                  |
|  | Coloborhynchinae |
|  |                  |
|  | Anhanguerinae    |
|  |                  |

|  | Hamipterus    |
|  |               |
|  | Iberodactylus |
|  |               |

|  | Tropeognathus    |
|  |                  |
|  | Coloborhynchinae |
|  |                  |
|  | Anhanguerinae    |
|  |                  |